# Torre Sant Joan Baptista

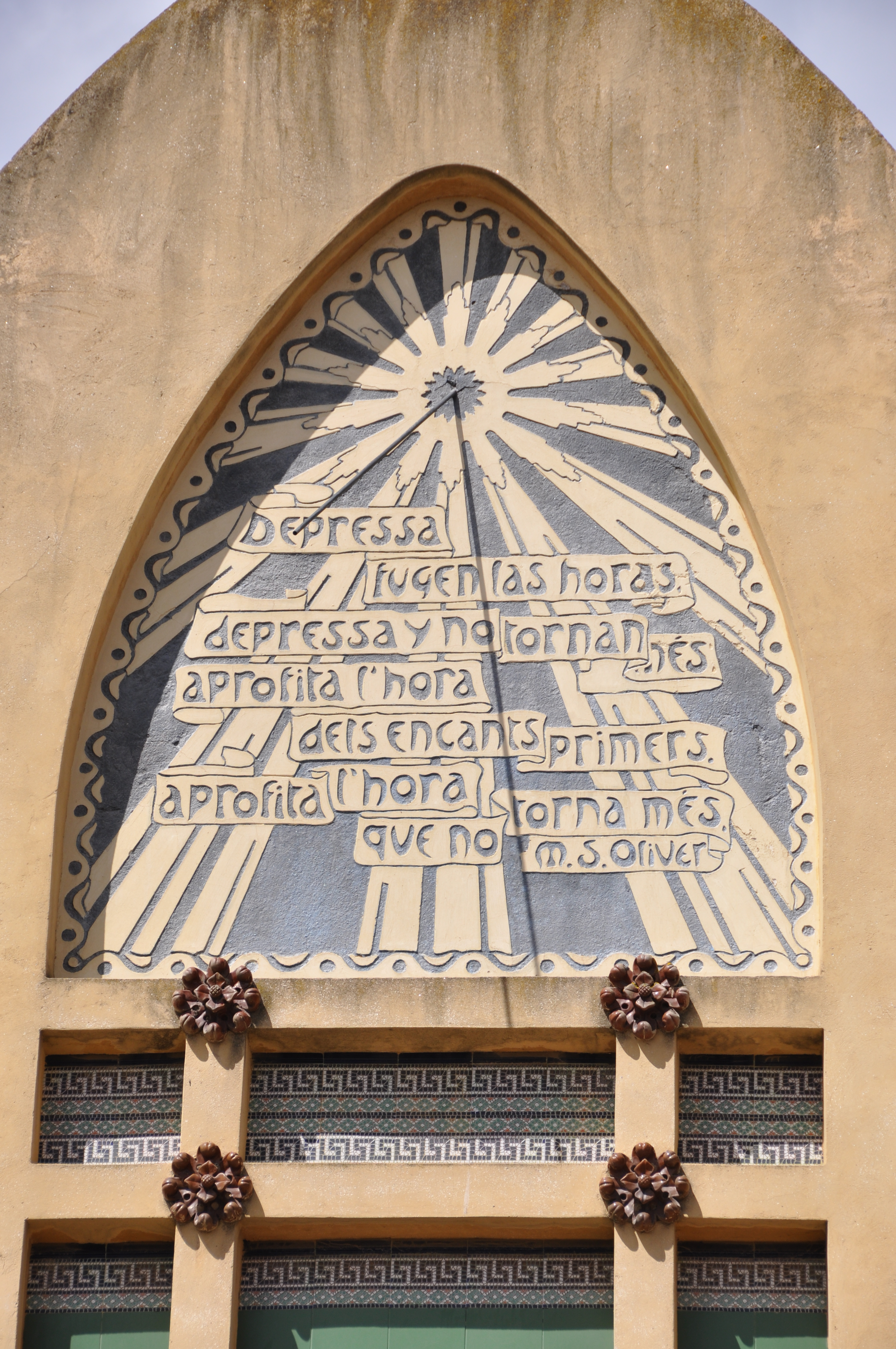
Detall del rellotge de sol a la façana

La Torre Sant Joan Baptista és un edifici residencial del barri de Vallvidrera, el Tibidabo i les Planes de Barcelona, situat al carrer de les Albers, número 25, declarat bé amb elements d'interès (C).
És un habitatge d'estil modernista, dissenyat el 1907 pel mestre d'obres Ramon Ribera i Rodríguez, de planta baixa i una planta pis, amb un porxo d'accés alineat al carrer. La seva principal característica és una torre cantonera amb una singular concepció formal, de coronament oval, presidit per un original rellotge de sol, amb una llegenda poètica. A la part baixa de la torre hi ha una imatge de Sant Joan Baptista, que dona nom a la casa.